# Codominanza

La codominanza è un particolare fenomeno genetico che si riscontra quando due o più alleli ad uno stesso locus genico, si manifestano entrambi in modo completo a livello fenotipico negli individui eterozigoti. L'eterozigote manifesta il fenotipo di entrambi gli omozigoti.
Ed essa é un'eccezione alla prima legge di Mendel; quella della dominanza dei caratteri.

## Descrizione
La codominanza si manifesta negli individui diploidi o poliploidi. Un individuo diploide (come l'uomo) è dotato di un doppio assetto cromosomico. Su ogni coppia di autosomi omologhi, sono localizzati due alleli (uno per ogni cromosoma) di uno stesso gene. Gli alleli possono essere uguali e dominanti (omozigote dominante), uguali e recessivi (omozigote recessivo) o diversi (eterozigote). Nell'eterozigote un allele (dominante) può prevalere sull'altro (recessivo) ed il fenotipo è determinato solo da un allele (quello dominante). In alcuni casi la dominanza può non essere completa (dominanza incompleta) e a livello fenotipico si manifesta una miscela dei caratteri coinvolti. In altri casi si può manifestare la codominanza: entrambi gli alleli si manifestano nel fenotipo.

## Esempi di ereditarietà codominante

### Sistema AB0 dei gruppi sanguigni
Il sistema AB0 è un esempio sia di ereditarietà codominante sia di sistema di alleli multipli. Infatti è costituito da 3 alleli (IA, IB e I0), la cui combinazione determina 4 fenotipi (gruppi sanguigni): tipo A (IAIA o IAI0), B (IBIB o IBI0), 0 (I0I0) ed AB (IAIB), gli IA e IB sono dominanti su I0 e codominanti fra loro. Ciascuno degli alleli A e B codifica per differenti enzimi, che aggiungono zuccheri diversi ai lipidi sulla superficie degli eritrociti. Questi zuccheri agiscono come marker di riconoscimento per il Sistema immunitario e sono detti antigeni di superficie. In particolare, l'allele A è responsabile dell'aggiunta dell'N-acetilgalattosamina, mentre l'allele B del galattosio. Gli individui A avranno l'antigene A, i B l'antigene B, gli 0 nessun antigene e gli AB entrambi. In caso di trasfusioni, antigeni non presenti nell'individuo verranno riconosciuti come estranei e attaccati da anticorpi specifici (tenendo presente che generalmente un individuo non produce anticorpi contro se stesso). Così un individuo A, che possiede l'antigene A, svilupperà una reazione immunitaria se verrà trasfuso con sangue di tipo B. I globuli rossi verranno agglutinati portando ad insufficienza nell'azione di alcuni organi ed anche la morte. Gli individui AB esprimono entrambi gli antigeni (codominanza) e quindi non sviluppano anticorpi, per questo sono detti accettori universali. Gli individui 0 non esprimono alcun antigene e quindi sono detti donatori universali.
| GENOTIPO | AA     | BB     | 00     | A0          | B0          | AB          |
| FENOTIPO | A      | B      | 0      | A           | B           | AB          |
| GAMETI   | 100% A | 100% B | 100% 0 | 50% A 50% 0 | 50% B 50% 0 | 50% A 50% B |

### Anemia falciforme
L'anemia falciforme è una malattia autosomica recessiva caratterizzata da malformazione dei globuli rossi, che assumono forma simile a falce, causando una carenza nel trasporto di ossigeno.
La malattia è causata da una mutazione del gene, presente sul cromosoma 11, che codifica per la subunità β dell'emoglobina. L'emoglobina è responsabile del trasporto dell'ossigeno nel circolo ematico ed è il principale componente dei globuli rossi. 

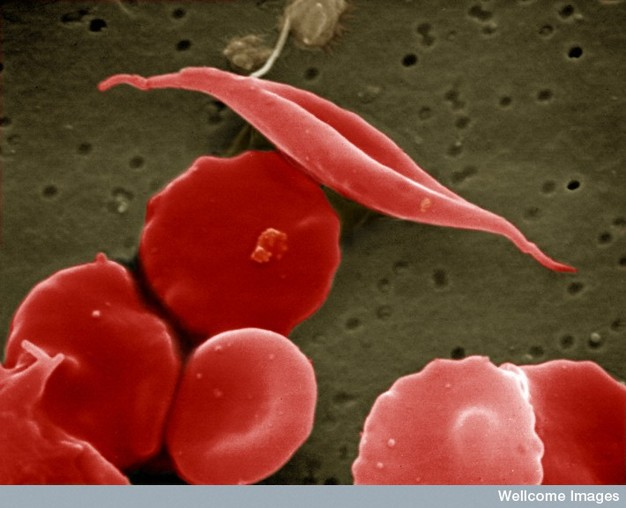
Eritrociti normali e falciformi a confronto.

Ci sono due principali alleli HbA e HbS e i tre possibili genotipi hanno fenotipi diversi.
HbA/HbA: fenotipo normale
HbA/HbS: non c'è anemia
HbS/HbS: anemia grave
L'allele HbA è dominante. Nell'eterozigote, un singolo allele HbA è aplosufficiente, cioè produce una quantità di emoglobina funzionante sufficiente a impedire l'anemia. Gli alleli HbA e HbS codificano due diverse forme di emoglobina che differiscono per un singolo amminoacido: una valina sostituisce l'acido glutammico, impedendo il legame dell'ossigeno. Inoltre, essendo idrofobica, la valina favorisce l'interazione delle parti idrofobiche delle molecole di emoglobina in lunghi polimeri che deformano la membrana cellulare dell'eritrocita.
Nell'eterozigote sono sintetizzate entrambe le forme, quindi a livello molecolare c'è codominanza. A livello fenotipico, invece, si ha dominanza incompleta, infatti numerosi eritrociti hanno una leggera forma a falce, intermedia tra il fenotipo normale e quello che causa l'anemia grave.
L'emoglobina A e l'emoglobina S possono essere separate per elettroforesi: l'emoglobina S si muove più lentamente nel campo elettrico rispetto all'emoglobina A, a causa della perdita di carica conseguente alla sostituzione amminoacidica dell'acido glutammico (carico positivamente) con la valina (non carica).
Questa patologia porta però anche a dei vantaggi: l'eterozigote resiste meglio all'infezione da parte del Plasmodio della malaria, introdotto dalla zanzara Anopheles. Infatti la forma irregolare caratteristica degli eritrociti di individui eterozigoti ostacola la riproduzione del parassita. Eventi simili rientrano, in genetica delle popolazioni, nel fenomeno noto come vantaggio dell'eterozigote.

### Geni MHC
Il complesso maggiore di istocompatibilità MHC (Major Histocompatibility Complex), detto nell'uomo HLA (Human Leucocyte Antigen), è un gruppo di geni polimorfici, localizzato sul braccio corto del cromosoma 6 (nel topo sul cromosoma 17) e si estende per oltre 3500 kb, occupando quindi un grosso segmento del DNA. Le frequenze di ricombinazione si aggirano intorno al 4%.
Nell'uomo, certi alleli HLA pur essendo collocati in loci cromosomici diversi vengono ereditati insieme con una frequenza superiore a quella casuale; questo fenomeno viene detto “linkage disequilibrium”.
Esistono 3 classi di prodotti dei geni MHC:
- classe I: glicoproteine espresse sulla membrana della gran parte delle cellule nucleate e coinvolte nel processo di presentazione dell'antigene ai linfociti T citotossici CD8+
- classe II: glicoproteine espresso sulla superficie delle cellule presentanti l'antigene (APC) come macrofagi, cellule dendritiche e linfociti B. Sono coinvolte nel processo di presentazione dell'antigene ai linfociti T helper CD4+
- classe III: gruppo di proteine secrete che hanno funzione immunitaria, inclusi componenti del sistema del complemento e molecole coinvolte nel processo di infiammazione

I geni MHC sono espressi in modo codominante: ogni individuo esprime entrambi gli alleli ereditati dai genitori consentendo di avere un maggior numero e una maggior variabilità di prodotti dei geni MHC. Questo comporta un vantaggio dal punto di vista del sistema immunitario, in quanto conferisce una maggior resistenza ad infezioni virali e batteriche.
Allo stesso tempo, però, il sistema HLA è alla base del rigetto nel trapianto. Infatti se le cellule del tessuto trapiantato non hanno i medesimi antigeni HLA del ricevente (ovvero il tessuto non è HLA-compatibile), il tessuto viene riconosciuto come estraneo e va incontro a rigetto. È sotto questo aspetto che i vantaggi che il Sistema immunitario trae dal polimorfismo del Sistema HLA e dalla sua ereditarietà codominante, rappresentano uno svantaggio quando si necessita di un trapianto, in quanto causano un aumento della istoincompatibilità.